# Hugues Aufray

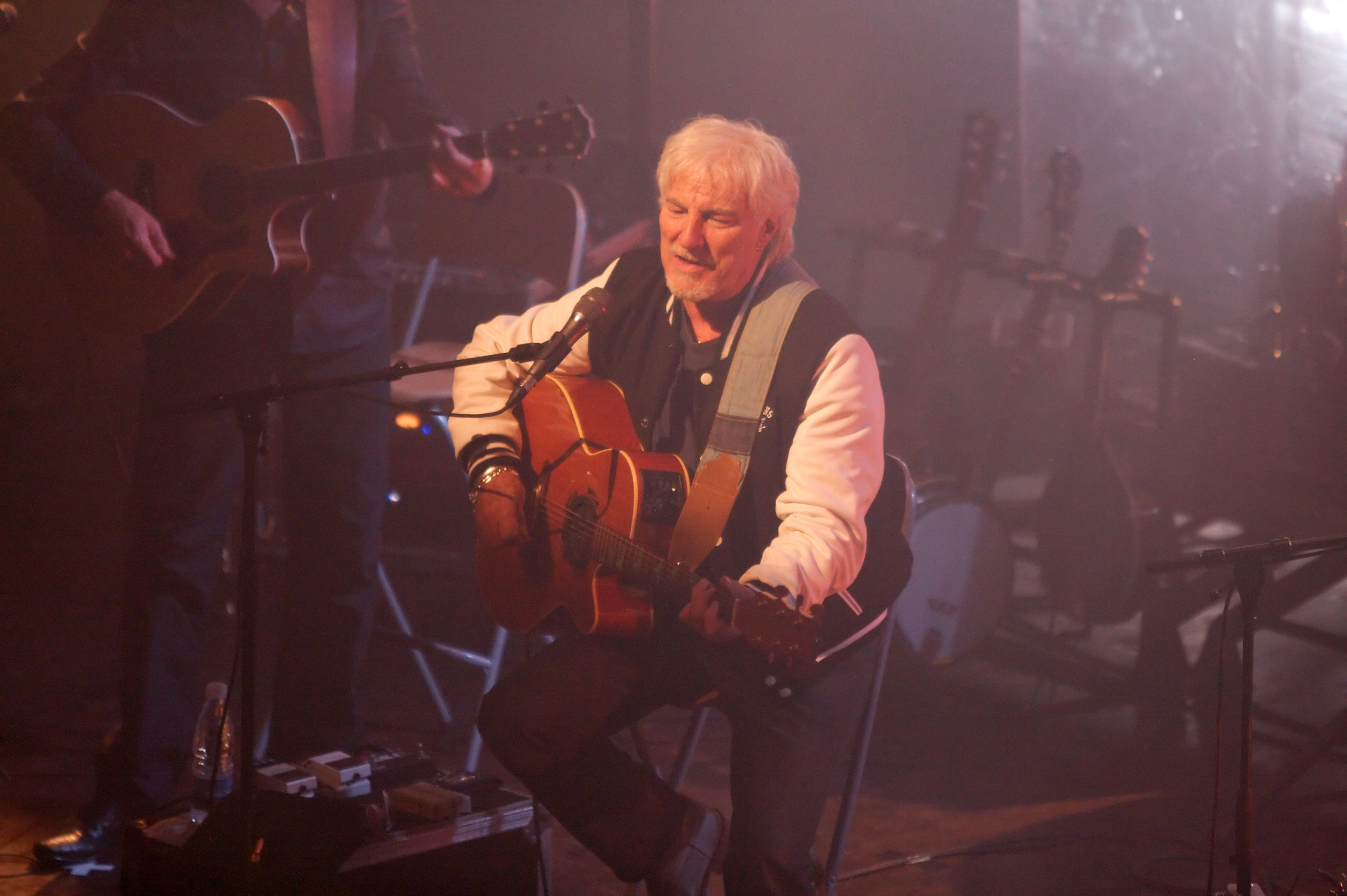
Hugues Aufray, Aix en Provence 2009

Hugues Aufray, vlastním jménem Hugues Jean Marie Auffray (* 18. srpna 1929 Neuilly-sur-Seine), je francouzský zpěvák, písničkář, skladatel a kytarista.

## Životopis
Hugues se narodil jako třetí syn průmyslníka Henryho Auffraye. Jeho bratr Jean-Paul Auffray je fyzik, sestra Pascale Audretová (1936-2000) byla herečka, stejně jako jeho neteř Julie Dreyfusová. Po rozvodu rodičů se rodina s matkou přestěhovala z Paříže do Soreze, do kraje svých předků, kde Hugues v letech 1941-45 chodil do školy. Po válce žil Hugues tři roky se svým otcem v Madridu, kde začal zpívat španělsky, později po návratu do Francie, začal interpretovat písně Félixe Leclerca, Georgese Brassense, Serge Gainsbourga a dalších francouzských šansoniérů. Poté, co vyhrál soutěž Les Numéros 1 de Demain (Budoucí hvězdy) si ho všiml hudební nakladatel Eddie Barclay, který vydal jeho první desku v roce 1959.
Aufray je autorem nebo spoluautorem textu či hudby mnoha svých písní. Jeho repertoár čerpá ze španělského, anglosaského a latinoamerického folklóru, ale i z blues a rocku.
V roce 1964 byl čtvrtý na Eurovision Song Contest s písní „Des que le printemps reviens“ („Až se jaro vrátí“).
Jako první z francouzských zpěváků objevil Boba Dylana a adaptoval jeho písně. Jeho překlady anglických textů písní, zejména Dylanových, často zmírňují drsnost originálu. Jeho hudební aranže pro akustickou kytaru jsou ovlivněny americkou folkovou tvorbou.
V květnu 1966 zpíval ve Sportovním paláci v Paříži při příležitosti koncertu proti rasismu píseň pro Martina Luthera Kinga „Les Crayons de couleurs“ („Barevné tužky“). V červenci 1984 zpíval společně s Bobem Dylanem v Grenoblu „The Times They Are a-Changin´“.
V současné době stále ještě jezdí na turné po Francii a frankofonních zemích.

### Soukromý život
Aufray byl od roku 1951 ženatý s tanečnicí Helenou Faure, s níž měl dvě dcery Marii (* 1954) a Charlotte (* 1959). Svůj život tráví mezi Paříží a svojí farmou v Ardeche. Je velkým milovníkem koní, vlastní například tři berberské koně, pořádá jezdecká představení, stáže jízdy na koni pro děti, mnohé jeho písně jsou o koních, nejznámější je „Stewball“. Velmi se zajímá o plachtění na moři a část svého repertoáru věnoval moři a námořníkům. Kromě zpívání se Aufray věnuje malování a sochaření. Jeho bronzová socha Hommage a Bob Dylan (Pocta Bobu Dylanovi) byla vystavena v Cité de la Musique v Paříži v létě 2012.
Jeho manželka Helena zemřela 6. října 2022. 2. září 2023 se oženil se svou dlouholetou asistentkou Murielle Mégevand (* 1974).

### Veřejný život
Veřejně se angažuje. Při prezidentských volbách 2002 podpořil Jacquese Chiraca. Několik mateřských školek a dva koncertní sály nesou jeho jméno.

### Zajímavost
V roce 1967 účinkoval v seriálu Československé televize Píseň pro Rudolfa III. (konkrétně šlo o díl Muž v redingotu).

## Repertoár
Trubadúr Aufray má široký záběr. Kromě vlastních skladeb Interpretuje francouzské adaptace písní Boba Dylana a jiných amerických písničkářů, severoamerickou i jihoamerickou folkovou tvorbu, ale i Yesterday od Beatles, šansony Georgese Brassense, Serge Gainsbourga a jiných.
Výběr z repertoáru:
- Au ceour de mon pays
- Ce n’était pas moi – (Bob Dylan: It Ain't Me, Babe)
- Céline – (česká coververze Jdi spát, text Vladimír Poštulka, zpěv Jiří Štědroň)
- Corrina Corrina
- Dans le souffle du vent – (Bob Dylan: Blowin' in the Wind)
- Debout les gars
- Dès que le printemps revient
- Dieu que c'est dur d'être modeste
- Elle descend de la montagne à cheval – (americká dětská píseň She'll Be Coming Round the Mountain)
- Jambalaya sur le bayou – (Hank Williams: Jambalaya / On the Bayou)
- Je ne pourrai t'oublier tout à fait – (česká coververze Kvetou lípy, text Ivo Fischer, zpěv Waldemar Matuška)
- Je reviens (Les portes de Saint Malo)
- Jeune pour toujours
- Knock knock ouvre-toi porte d'or – (Bob Dylan: Knockin' on Heaven's Door)
- L'homme et l'alezan
- La fille du Nord – (Bob Dylan: Girl from the North Country)
- La chanson des adieux – (Buck Owens: Crying Time – česká coververze Jsem na světě rád, text Jiří Štaidl, zpěv Karel Gott)
- Laisse-moi petite fille – (česká coververze Sbohem lásko, text Ivo Fischer, zpěv Waldemar Matuška)
- Le blues des Honky Tonk
- Le grand cercle de la vie – (populární křesťanská píseň Will the Circle Be Unbroken)
- Le joueur de pipeau – (česká coververze Krysař, text Ivo Fischer, zpěv Waldemar Matuška)
- Le jour où le bateau viendra – (Bob Dylan: When The Ship Comes In)
- Le Petit Âne gris
- Le rossignol anglais – (česká coververze Slavíci z Madridu, text Ivo Fischer, zpěv Waldemar Matuška)
- Les temps changent – (Bob Dylan: The Times They Are a-Changin')
- Monsieur le Soleil
- Ne me quitte pas – (pův. interpret Jacques Brel – nejznámější česká coververze Lásko prokletá, text Pavel Kopta, zpěv Hana Hegerová)
- Nuit d´hiver
- Oui, tu verras
- Santiano – (anglická námořnická Santy Anno – česká coververze Santiano, text Ivo Fischer zpěv Waldemar Matuška)
- Stewball / Le cheval blanc  – (americká lidová Stewball – česká coververze (překlad) francouzského textu Bílý kůň od Milana Dvořáka)
- Tchin Tchin